# Karschia liui
Espèce
Karschia liui est une espèce de solifuges de la famille des Karschiidae.

## Distribution
Cette espèce est endémique du Gansu en Chine. Elle se rencontre dans le xian de Linze.

## Habitat
Cette espèce se rencontre dans le désert de Gobi.

## Description
Le mâle holotype mesure 16,91 mm et la femelle paratype 19,87 mm, les mâles mesurent de 16,39 à 17,23 mm et les femelles de 18,56 à 21,26 mm.

## Systématique et taxinomie
Cette espèce a été décrite par Fan, Zhang et Zhang en 2024.

## Étymologie
Cette espèce est nommée en l'honneur de Ji-liang Liu.

## Publication originale
- Fan, Zhang & Zhang, 2024 : « First report of the family Karschiidae (Arachnida, Solifugae) from Gansu Province, China, with description of two new species. » Zootaxa, no 5492(3), p. 369–394.